# Saalthal-Alter
Saalthal-Alter, als Ortsteil des Ortes Goßwitz, Gemeinde Unterwellenborn, ist heute ein Erholungsort.

## Geschichte
Im Jahre 1555 wurde das erste Mal von einer Mühle „Saalthal“ berichtet.
Diese stand in der Nähe des Dorfes Preßwitz. Der bei der Mühle entstehende Ort Saalthal verfügte nur über eine sehr geringe landwirtschaftliche Nutzfläche in Steilhanglage. Der Ort gelangte zum Herzogtum Sachsen-Altenburg, Amt Roda. Der Name stammt vermutlich von einer sorbischen Bezeichnung einer Kultstätte – dem Saalaltar – ab.
Die Mühle wurde im Jahre 1848 an Michael Grosch verkauft und war seitdem unter „Grosch's Mühle“ bekannt. 1937 wurde die Mühle abgerissen, da der Ort Saalthal später geflutet werden musste. Die Familie Grosch zog daraufhin nach Krölpa. Einige Familien siedelten außerhalb des Staubereichs um und bauten dort ihre neuen Gehöfte.
Heute erinnern nur noch die drei Gehöfte am Ortseingang an die überfluteten und zerstörten Häuser. Am Hohenwarte-Stausee gibt es einen Campingplatz.